# Камбурліївська сільська рада
| Камбурліївська сільська рада — колишній орган місцевого самоврядування у Онуфріївському районі Кіровоградської області з адміністративним центром у с. Камбурліївка. Сільській раді були підпорядковані населені пункти: - с. Камбурліївка |

## Склад ради
Рада складалася з 16 депутатів та голови.

### Керівний склад ради
| ПІБ                           | Основні відомості                                                                  | Дата обрання | Дата звільнення |
| ----------------------------- | ---------------------------------------------------------------------------------- | ------------ | --------------- |
| Скальський Сергій Віталійович | Сільський голова, 1972 року народження, освіта, член Соціалістичної партії України | 26.03.2006   | 31.10.2010      |
| Крутько Сергій Володимирович  | Сільський голова, 1977 року народження, освіта вища, безпартійний                  | 31.10.2010   |                 |

Примітка: таблиця складена за даними джерела

## Населення
Згідно з переписом УРСР 1989 року чисельність наявного населення сільської ради становила 1435 осіб, з яких 621 чоловік та 814 жінок.
За переписом населення України 2001 року в сільській раді мешкало 1236 осіб.

### Мова
Розподіл населення за рідною мовою за даними перепису 2001 року:
| Мова       | Відсоток |
| ---------- | -------- |
| російська  | 81,94 %  |
| українська | 17,49 %  |
| молдовська | 0,33 %   |
| білоруська | 0,16 %   |
| вірменська | 0,08 %   |